# Tills döden skiljer oss åt (TV-serie)
Tills döden skiljer oss åt är ett svenskt kriminalprogram som började sändas i TV3 den 3 februari 2022. 

## Avsnitt

### Säsong 1 (2022)
| Nr  | Sändningsdatum         | Kriminalfall |
| --- | ---------------------- | --- |
| 1–2 | 3 februari 10 februari | Mordförsöket på advokaten Henrik Olsson Lilja i september 2019. Ex-hustrun Karin Lilja, före detta domare, döms av Svea hovrätt till 15 års fängelse för anstiftan till mordförsök och förberedelse till mord. |